# .at
.at — в Інтернеті, національний домен верхнього рівня (ccTLD) для Австрії.

## Домени 2-го та 3-го рівнів
В цьому національному домені нараховується близько 124,000,000 [Архівовано 11 квітня 2022 у Wayback Machine.] вебсторінок (станом на січень 2009 року).
У наш час використовуються та приймають реєстрації доменів 3-го рівня такі доменні суфікси (відповідно, існують такі домени 2-го рівня):
| Суфікс   | Регламентовані користувачі                                            |
| -------- | --------------------------------------------------------------------- |
| .ac.at   | Наукові та дослідницькі установи, коледжі, університети або інститути |
| .co.at   | Комерційні установи, корпорації                                       |
| .or.at   | Неприбуткові, неурядові організації                                   |
| .priv.at | Родини, приватні особи                                                |
| .info.at | Вебмайданчики інформаційного змісту                                   |
| .web.at  | вебмайданчики                                                         |